# Songs for Drella
Songs for Drella ist eine Hommage in Form eines Musikalbums von Lou Reed und John Cale über Leben und Werk Andy Warhols, des bedeutendsten Vertreters der US-amerikanischen Pop Art. Das Album erschien 1990 auf dem Musiklabel Sire Records.

## Entstehungsgeschichte und Hintergründe

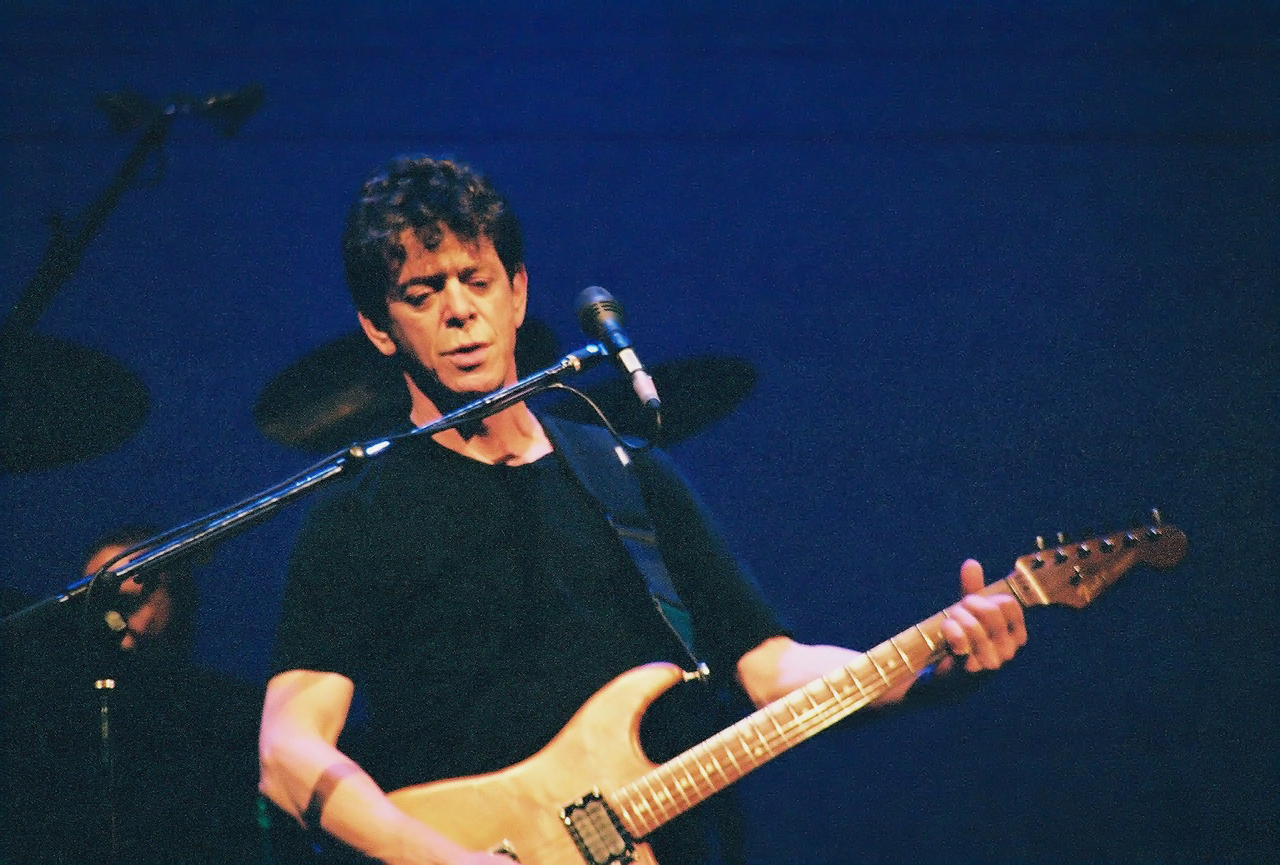
Lou Reed

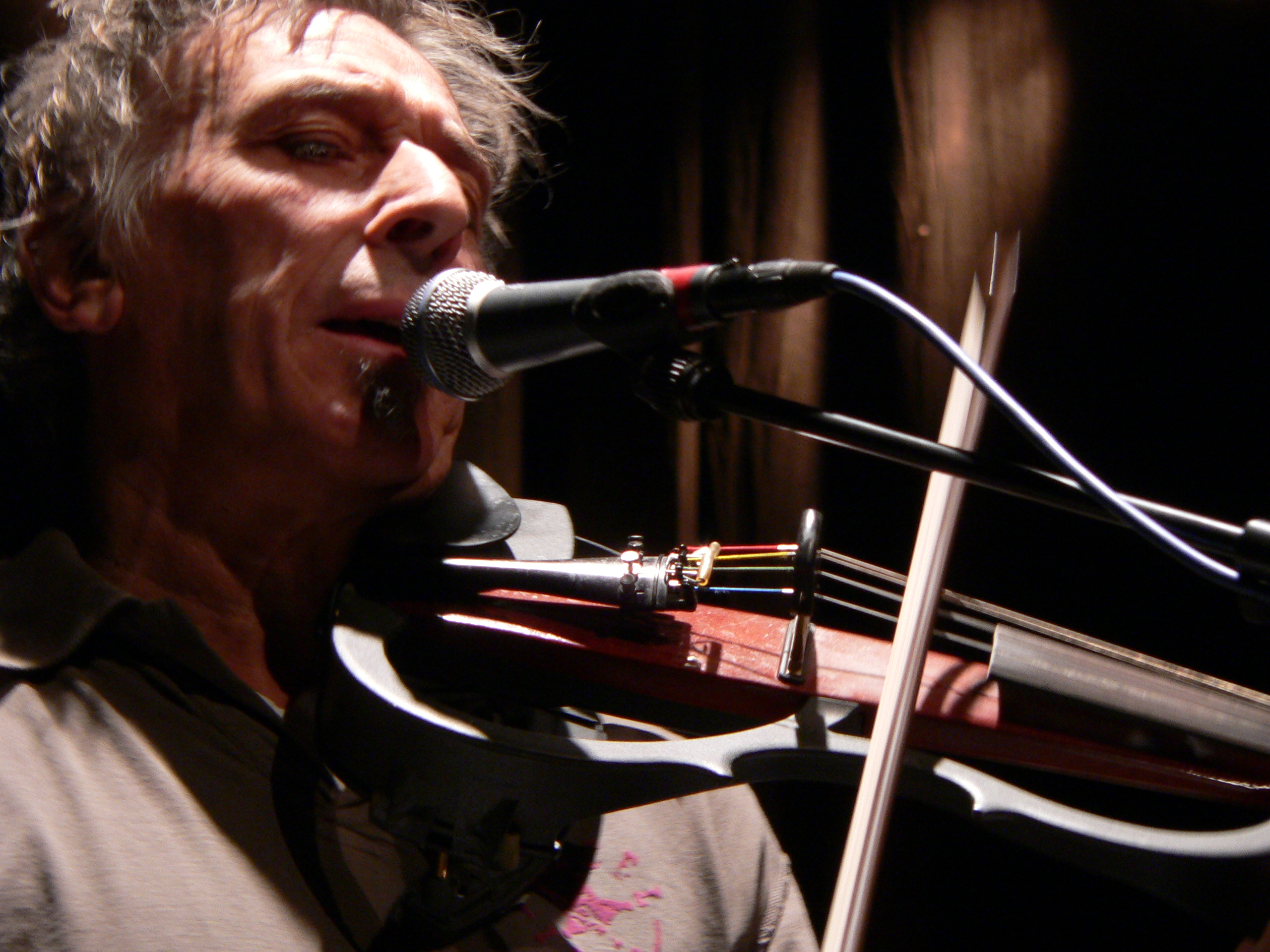
John Cale

Der amerikanische Sänger und Gitarrist Lou Reed und der aus Wales stammende, klassisch ausgebildete Bratschist und Pianist John Cale hatten 1965 gemeinsam mit Maureen Tucker und Sterling Morrison die experimentelle Rockband The Velvet Underground gegründet. Andy Warhol, der gerade auf der Suche nach einer Band für seinen neu gegründeten Club Andy Warhol’s Up war und sich für die ungewöhnliche Band begeisterte, nahm sich der Musiker an und wurde ihr Förderer und Mentor. Die Band war 1966 und 1967 ein Teil von Warhols Studiokomplex Factory und Warhol förderte als Manager und Produzent die Karriere der Gruppe entscheidend. So integrierte er sie als Zugpferd in seine provokativen Performanceshows. Ebenso entwarf er das Cover für ihr berühmtes Debütalbum The Velvet Underground & Nico mit der (in der ersten Auflage als Siebdruck abziehbaren) Banane.
Bereits 1968 kam es zum Streit zwischen Cale und Reed. Cale verließ The Velvet Underground und die beiden kreativen und klangprägenden Köpfe der Band sollten lange Zeit keinen Kontakt mehr zueinander pflegen. Erst anlässlich des Gedenkgottesdienstes nach Warhols Tod in der St. Patrick’s Cathedral am 1. April 1987 sprachen Cale und Reed wieder miteinander und auf Anregung des Malers Julian Schnabel kam es zur gemeinsamen Arbeit an Songs for Drella. Am 8. Januar 1989 fand eine erste Aufführung des nahezu vollständigen Sets des späteren Albums in der Church of St. Anne's in Brooklyn statt. Der Filmemacher Edward Lachman filmte am 4. und 5. Dezember 1989 eine später veröffentlichte Liveperformance ohne Publikum des Werkes in der Brooklyn Academy of Music. In den folgenden zwei Monaten fanden dann die Studioaufnahmen für das Album Songs for Drella im Sigma Sound Studio in New York City statt. Es wurde 1990 bei Sire Records veröffentlicht.
Die gemeinsame Arbeit von Cale und Reed am Album führte in Folge zu einer kurzfristigen Wiedervereinigung von Velvet Underground im Jahr 1993, auch wenn diese nicht lange anhalten sollte. Die unüberbrückbaren Differenzen zwischen den beiden exzentrischen Künstlern führten am Ende wieder zum Bruch.
Der Spitzname „Drella“ für Andy Warhol stammt von Warhols „Superstar“ Ondine. Er ist eine Zusammensetzung aus Dracula und Cinderella.

## Musikstil
Maßgeblich für die Stimmung von Songs for Drella ist die Reduzierung auf Gesang, Tasteninstrumente, Viola und Gitarren – es handelt sich gewissermaßen um minimalistische, repetitive Rockmusik. Die stilistische Bandbreite reicht dabei von Anklängen an die Minimal Music (beispielsweise beim ersten Titel des Albums Small Town) über Songwriter-Balladen bis zu Spoken-Word-Kompositionen (wie beim längsten Titel A Dream).

## Titelliste

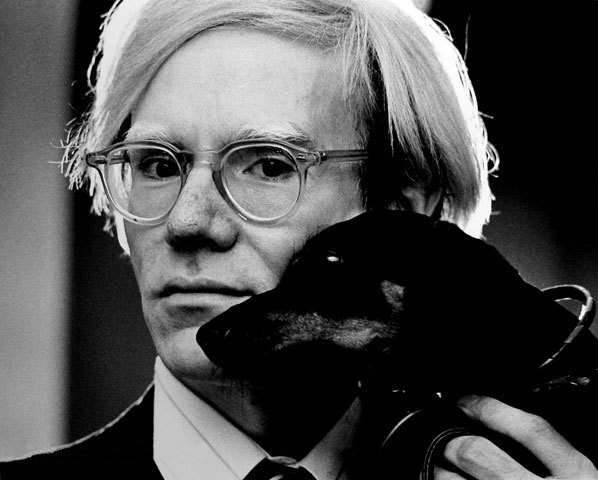
Andy Warhol

Lou Reed beschreibt das Album in einem beigefügten Booklet folgendermaßen: „Songs for Drella – A Fiction. Is a brief musical look at the life of Andy Warhol and is entirely fictitious.“ („Lieder für Drella – Eine Erfindung. Ist ein kurzer musikalischer Blick auf das Leben von Andy Warhol und vollständig erfunden.“)
Außerdem gibt er jeweils kurze Erläuterungen zu den Stücken:
1. Smalltown – 2:03 (Beschreibt Warhols Jugend als Außenseiter in einer „Kleinstadt“ und dessen Flucht nach New York. [„There’s no Michelangelo coming from Pittsburgh.“])
2. Open House – 4:16 (Warhol, der tschechoslowakischer Abstammung war, pflegte in seinem Appartement und der Factory den „tschechoslowakischen Brauch der unverschlossenen Tür“.)
3. Style it Takes – 2:54 (Warhol erkennt die „Bedeutung von Stil“ und Geld in der Kunstszene …)
4. Work – 2:36 (… und folgt seiner eigenen „Arbeit“sethik, die er an seine Schüler weitergibt [„Work, the most important thing is work.“]).
5. Trouble with Classicists – 3:40 (Warhols gespaltenes Verhältnis und sein „Ärger mit den Klassikern“ der Kunst.)
6. Starlight – 3:26 (Warhols Versuche als avantgardistischer Filmemacher. [„We’re all improvising, five movies in a week … “])
7. Faces and Names – 4:11 (Warhols Wunsch, alle Menschen hätten dieselben „Gesichter und Namen“ führt zum … )
8. Images – 3:28 ( … Konzept der seriellen Reproduktion seiner „Bilder“ als wichtigem Merkmal von Warhols Schaffen. [„I think images are worth repeating.“])
9. Slip Away (A Warning) – 3:04 (Warhol wird vor seinem „Brauch der unverschlossenen Tür“ gewarnt, aber er weigert sich, in Angst zu leben, um seine Kreativität nicht zu verlieren. [„If I have to live in fear my ideas will slowly slip away.“])
10. It Wasn’t Me – 3:29 (Warhol wird die Schuld an zahlreichen Todesfällen im Umfeld der Factory zugewiesen und er wehrt sich gegen Vorwürfe, er sei dafür verantwortlich.)
11. I Believe – 3:17 (Die Folgen des Anschlags auf Warhol durch Valerie Solanas 1968 führen zu Warhols Vereinsamung und … )
12. Nobody But You – 3:44 ( … verändern seine Beziehungen.)
13. A Dream – 6:33 („Ein Traum“ beruht auf postum veröffentlichten Tagebuchaufzeichnungen Warhols.)
14. Forever Changed – 4:49 (Warhols Reisen um die Welt haben ihn „für immer verändert“.)
15. Hello It’s Me – 3:03 (Lou Reeds Abschied und Ausdruck des Bedauerns über sein Verhalten gegenüber Warhol bis zum Tod seines Mentors infolge einer Gallenoperation. [„But when I saw you last I turned away.“])

Sämtliche Kompositionen: John Cale / Lou Reed

## Rezeption
Das Album erhielt allgemein wohlwollende bis gute Kritiken.
Robert Christgau schrieb: „Lousy background music – absorb it over three or four plays, then read along once and file it away like a good novel. But like the novel it will repay your attention in six months, or 10 years.“ („Miserable Hintergrundmusik — nimm sie beim drei– oder viermaligen Abspielen in dich auf, lies noch einmal darüber und stell sie ins Regal wie einen guten Roman. Aber wie beim Roman wird sich deine Aufmerksamkeit in sechs Monaten oder in zehn Jahren auszahlen.“)
Paul Evans schrieb im Rolling Stone: „This isn't a blockbuster like Reed's New York or Cale's Paris 1919, but it's a shining, tense merger of visions.“ („Es ist kein Blockbuster wie Reeds New York oder Cales Paris 1919, aber es ist eine leuchtende, angespannte Verschmelzung von Visionen.“)